# Семпополь (гміна)
Гміна Семпополь (пол. Gmina Sępopol) — місько-сільська гміна у північній Польщі. Належить до Бартошицького повіту Вармінсько-Мазурського воєводства.
Станом на 31 грудня 2011 у гміні проживало 6744 особи.

## Територія
Згідно з даними за 2007 рік площа гміни становила 246.58 км², у тому числі:
- орні землі: 72.00%
- ліси: 17.00%

Таким чином, площа гміни становить 18.84% площі повіту.

## Населення
Станом на 31 грудня 2011:
| Опис     | Загалом | Загалом | Чоловіки | Чоловіки | Жінки | Жінки |
| -------- | ------- | ------- | -------- | -------- | ----- | ----- |
| одиниця  | осіб    | %       | осіб     | %        | осіб  | %     |
| все      | 6744    | 100     | 3371     | 49.99    | 3373  | 50.01 |
| міське   | 2106    | 100     | 1022     | 48.53    | 1084  | 51.47 |
| сільське | 4638    | 100     | 2349     | 50.65    | 2289  | 49.35 |

## Сусідні гміни
Гміна Семпополь межує з такими гмінами: Бартошице, Барцяни, Корше.